# Drosophila elliptica
Drosophila elliptica este o specie de muște din genul Drosophila, familia Drosophilidae, descrisă de Sturtevant în anul 1942. Conform Catalogue of Life specia Drosophila elliptica nu are subspecii cunoscute.